# Risven
Risven (Oryzopsis miliacea) är en gräsart som först beskrevs av Carl von Linné, och fick sitt nu gällande namn av Paul Friedrich August Ascherson och Georg August Schweinfurth. I den svenska databasen Dyntaxa används istället namnet Piptatherum miliaceum. Enligt Catalogue of Life ingår Risven i släktet Oryzopsis och familjen gräs, men enligt Dyntaxa är tillhörigheten istället släktet risvensläktet och familjen gräs. Arten förekommer tillfälligt i Sverige, men reproducerar sig inte. Inga underarter finns listade i Catalogue of Life.